# Joeri Pantjoechov
Joeri Borisovitsj Pantjoechov (Russisch: Юрий Борисович Пантюхов) (Kolomna, 15 maart 1931 - Moskou, 22 oktober 1982) was een Sovjet-Russisch ijshockeyer. 
Pantjoechov won tijdens de Olympische Winterspelen 1956 in Cortina d'Ampezzo de gouden olympische medaille, dit toernooi was ook als wereldkampioenschap aangemerkt. 
Pantjoechov werd achtmaal kampioen van de Sovjet-Unie.